# Telepatía Sintética
Telepatía Sintética es un concepto en desarrollo. La idea principal es aprovechar la telepatía aproximada a la ciencia, mediante el análisis de la actividad muscular relacionada con el cerebro a la hora de tener un pensamiento. Existen varios proyectos que están enfocados en desarrollar técnicas prácticas para poder aprovechar este concepto. La telepatía sintética, a pesar de ser una tecnología que aún no se ha podido desarrollar completamente, es un tema de gran interés desde hace varios años.

## Antecedentes
En 1967 Edmond Dewan publicó un artículo en la revista Nature, en la cual describía un método de comunicación lingüística a través de ondas cerebrales usando EEG (electroencefalografía). Probó modular las ondas alpha del cerebro: encenderlas y apagarlas a voluntad. Estos pulsos reflejan actividad neuronal no sólo acerca de la apertura de los ojos, sino también del estado de atención de una persona. La actividad mental y el grado de atención modifican estas ondas, que están presentes en un estado de relajación. Dewan fue capaz de enviar letras del alfabeto de código Morse activando y desactivando las ondas alpha voluntariamente.
En 1975 el investigador A. W. Guy estableció que: a frecuencias en las que el efecto auditivo puede detectarse fácilmente, las microondas penetran en lugares profundos de la cabeza causando una rápida expansión térmica que produce tensiones en el tejido cerebral. Una onda acústica tensa puede pasar del cráneo a la cóclea y ahí funcionar de la misma manera que la escucha convencional. De esta manera, al lograr que los pensamientos se conviertan en estas microondas, se lograría crear la telepatía sintética.
En 1988, Farwell y Donchin describieron en Electroencephalography and Clinical Neurophysiology un nuevo método de transmitir mensajes. Su método se basó en la respuesta de la onda P300 también medida usando EEG. Mostraron a un sujeto de estudio una pantalla con las letras del abecedario una por una, para después mostrar la letra en que el sujeto pensaba. El potencial de la onda P300 se activa cuando se piensa en una letra y está coincide con lo que se desea comunicar.

## Experimentos
Gerwin Schalk es un científico australiano especializado en el campo de la biomedicina y la interfaz cerebro computadora(mapeo de la actividad cerebral mediante el uso de un ordenador). Trabajando actualmente en el centro de salud Wadsworth. En 2006 Gerwin Schalk ofreció una conferencia que causó revuelo entre la comunidad neurocientífica. En la conferencia Schalk propuso un enfoque distinto al utilizado tradicionalmente para concebir el cerebro. Anteriormente se pensaba que para poder tener una lectura de la actividad cerebral era necesario hacer perforaciones en la corteza craneal y colocar electrodos en la materia gris, sin embargo, Schalk propuso una teoría diferente consistiendo en el análisis de la actividad muscular del cerebro.
Elmar Schmeisser, coronel retirado del ejército de los Estados Unidos, científico e incorporado a la Oficina de Investigación del Ejército en 2002, estaba interesado en los temas relativos al control mental. En 2006 al asistir a la conferencia de Schalk, encontró una nueva propuesta interesante para el desarrollo de un proyecto. El siguiente año, Schmeisser presentó el proyecto a la Oficina de Investigación para que se realizara una investigación sobre telepatía sintética para ser aprovechada en la rama militar mediante la creación de un casco que permitiera interpretar los pensamientos de los soldados y transmitirlos mediante un radio a otros soldados para la transmisión de información en cuestión de segundos.
La propuesta no fue aceptada por falta de datos que probaran que la tecnología era posible. Schalk y Schmeisser experimentaron mediante el análisis de la actividad cerebral al decir ciertas palabras contrastándolo con simplemente pensarlas, encontrando las regiones de actividad principales. El siguiente año se volvió a presentar la información recabada a la junta. Esta vez, el ejército decidió apoyar el proyecto. Schmeisser organizó dos equipos. El primero, liderado por Schalk, perseguía un avance con el método invasivo ECoG. El segundo grupo fue dirigido por Mike D’Zmura, un científico cognitivista de la Universidad de California planeando usar EEG para su investigación. Actualmente la investigación está en pleno desarrollo.

## Experimentos relativos
- En 2008, la empresa EmotivSystems presentó un dispositivo, el primero con la tecnología de telepatía sintética, que lograba controlar un dispositivo con el pensamiento, con aplicaciones en videojuegos.[4]
- La empresa Neural Signals Inc. ha podido extraer palabras completas del pensamiento de pacientes paralizados y con pérdida del habla.

En varias universidades ha habido investigación de esta índole:
- En el centro médico de la universidad de Duke se han implantado quirúrgicamente electrodos en el cerebro de primates. Estos primates fueron posteriormente entrenados para mover brazos robóticos con el pensamiento. En colaboración con el MIT(Instituto Tecnológico de Massachusetts) los brazos han sido colocados en esta institución logrando así un control mental a cientos de kilómetros de distancia.
- En la universidad de Brown científicos trabajan en un implante que permita a los seres humanos parapléjicos controlar prótesis mentalmente.[1]

## Recepción y crítica
La recepción entre los científicos y la gente enterada de este tipo de proyectos es distinta; si bien la gran mayoría está de acuerdo que este avance puede representar un paso impresionante en la era de la tecnología, también se cuestiona sobre los alcances de este proyecto con fines perversos. Distintos científicos se cuestionan sobre la capacidad de otra persona de estar inmersa en tus pensamientos e incluso se habla de un futuro control mental; sin embargo, toda esta polémica está relacionada directamente con el progreso de la experimentación.